# Chiesa dello Spirito Santo (Castellammare di Stabia)
La chiesa dello Spirito Santo è una chiesa monumentale situata nel centro storico di Castellammare di Stabia: comunemente conosciuta con il nome di chiesa di San Ciro, in quanto proprio in questo tempio viene venerata la statua del santo, è sede parrocchiale e regge la basilica santuario di Santa Maria di Pozzano, la chiesa di Santa Maria di Portosalvo e la chiesa del Sacro Cuore di Maria Immacolata.

## Storia e struttura
La chiesa dello Spirito Santo venne costruita tra la fine del XVI, precisamente dal 1577, e l'inizio del XVII secolo, per volere dell'Arciconfraternita dei Bottai, i quali erano soliti seppellire sotto l'altare maggiore i corpi dei lori confratelli: a conferma dell'ipotesi che la chiesa sia stata costruita dai Bottai è la presenza di una lapide del 1625 sulla quale sono incisi martelli, cesti e botti; nel 1651 divenne parrocchia. Nel corso negli anni non ha subito particolari modifiche eccetto un accurato restauro all'inizio degli anni duemila.

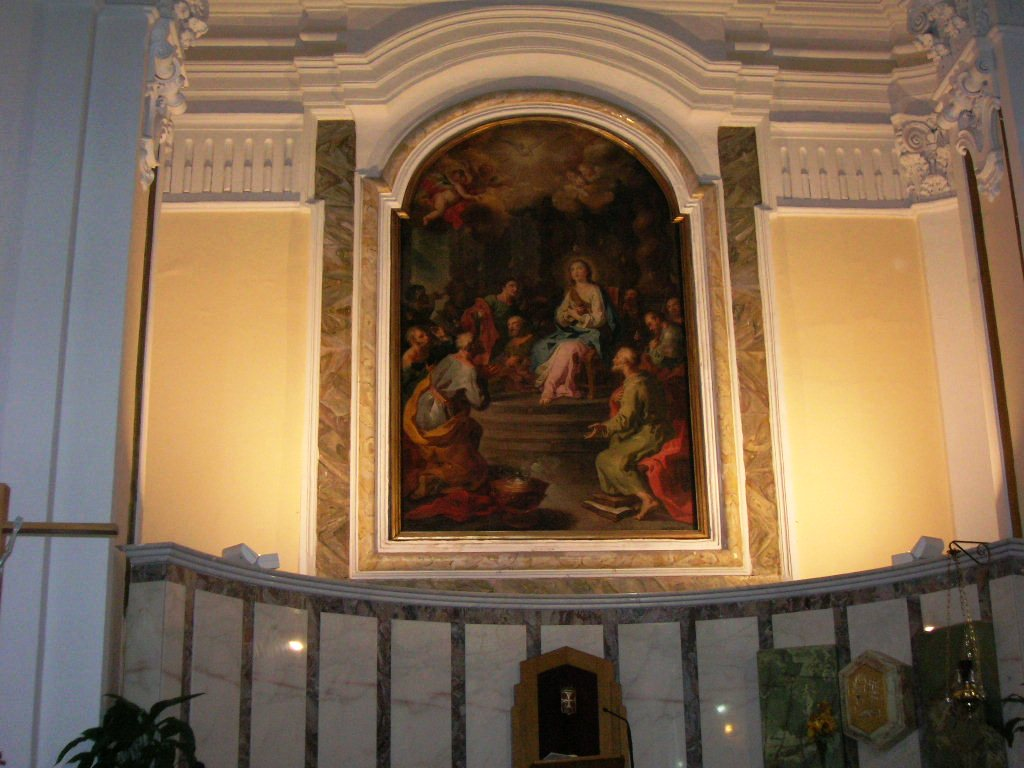
La tela sull'altare maggiore

La facciata esterna si divide in due sezioni: quella dell'ingresso con pronao caratterizzato da due grossi pilastri, che si conclude con una trabeazione e quella della navate, più arretrata rispetto a quella dell'ingresso ma che ne riprende le stesse caratteristiche, arricchita con finestre arcuate; sempre sulla facciata si trovano due finestre e due celle campanarie. L'accesso alla chiesa è consentito da un'ampia scalinata semicircolare di dodici gradini, anche se prima di entrare nell'edificio si transita in un piccolo vestibolo rettangolare dove al lato sinistro è riprodotta la grotta di Massabielle a Lourdes con le statue della Vergine e di Bernadette. L'interno della chiesa è a forma di croce latina con un'unica navata. Sul lato destro della navata è presente la cappella dedicata a San Ciro, con la statua raffigurante il santo risalente al XIX secolo, con ai lati una statua di Sant'Antonio e di Santa Lucia, l'ingresso ad una piccola sagrestia e da un confessionale è stata ricavata una nicchia nel quale è esposto il quadro di Sant'Antonio di Donna Fiorella, comunemente conosciuta come 'Onna Sciurella, circondato da ex voto: si tratta di una litografia della seconda metà del XIX secolo, sul quale sono stati applicati alcuni ornamenti in oro, che in principio veniva venerata nell'abitazione di Donna Fiorella, in seguito ad un incendio spostato nella chiesa di Santa Caterina d'Alessandria ed infine trasferito nella sua attuale collocazione. Sul lato sinistro della navata una cappella dedicata alla Madonna della Misericordia, con ai lati due piccole nicchie con le statue di San Francesco e Sant'Agnese, una piccola cappella contenente una statua in cartapesta di Gesù sulla croce con ai suoi piedi le anime che bruciano nelle fiamme dell'inferno e posta su un piedistallo una statua del Cuore di Gesù. La crociera presenta alle estremità due altari su uno dei quali è presente una tavola di fattura anonima, risalente al XVII secolo, raffigurante la Madonna con Gesù Bambino, Sant'Antonio di Padova e un diacono. Sull'altare maggiore si trova una tela di Giovan Battista Rossi del 1772, che rappresenta la discesa dello Spirito Santo sugli apostoli.